# 七甲乡 (永兴县)
七甲乡，是中华人民共和国湖南省郴州市永兴县下辖的一个乡镇级行政单位。

## 行政区划
七甲乡下辖以下地区：
七甲社区、七甲村、江口村、西廊村、石枧村、龙头村、深洞村、四甲村、清塘村、王家村和南湾村。